# اون جونز
اون جونز (انگلیسی: Owen Jones؛ زادهٔ ۸ اوت ۱۹۸۴) روزنامه‌نگار، نویسنده، و ستون‌نویس اهل بریتانیا است.